# It Can't Happen Here
It Can't happen here (en català: Això no pot passar aquí) és una novel·la política distòpica de 1935 de l'autor estatunidenc Sinclair Lewis. Descriu l'ascens d'un dictador estatunidenc similar a com Adolf Hitler va guanyar el poder. El 1936, Lewis i John Moffett van adaptar la novel·la en forma d'obra de teatre.

## Premissa
La novel·la es va publicar durant l'època d'apogeu del feixisme a Europa, de la qual va informar Dorothy Thompson, l'esposa de Lewis. La novel·la descriu l'ascens de Berzelius "Buzz" Windrip, un demagog escollit president dels Estats Units, després de fomentar la por i prometre reformes econòmiques i socials dràstiques tot promovent la restauració del patriotisme i dels valors "tradicionals". Després de triomfar a les eleccions, Windrip pren el control total del govern i crea un govern totalitari amb l'ajut d'una despietada força paramilitar, tal com van fer els feixistes europeus Adolf Hitler i Benito Mussolini. La trama de la novel·la se centra en l'oposició del periodista Doremus Jessup al nou govern i la seva posterior lluita contra el nou règim com a part d'una rebel·lió liberal.

## Argument
El 1936, el senador Berzelius "Buzz" Windrip, un polític carismàtic i amb ànsies de poder, guanya les eleccions presidencials dels Estats Units del 1936 en una plataforma populista, prometent restaurar el país a la prosperitat i la grandesa i prometent a cada ciutadà 5.000 dòlars l'any. Presentant-se com un defensor dels valors tradicionals estatunidencs, Windrip derrota el president Franklin D. Roosevelt a la convenció demòcrata, i després va imposar-se fàcilment al seu oponent republicà, el senador Walt Trowbridge, a les eleccions de novembre.
Tot i que prèviament havia presagiat algunes mesures autoritàries per reorganitzar el govern dels Estats Units, Windrip proscriu ràpidament la dissidència, reclou els enemics polítics als camps de concentració i forma i arma una força paramilitar anomenada Minute Men (que porta el nom de les milícies del mateix nom de la Guerra de la Revolució), que terroritzen els ciutadans i fan complir les polítiques de Windrip i el seu règim corporativista. Un dels primers actes de Windrip com a president és eliminar la influència del Congrés dels Estats Units, que atrau la ira de molts ciutadans i dels mateixos legisladors. Els Minute Men responen durament a les protestes contra les decisions de Windrip, atacant els manifestants amb baionetes. A més d'aquestes accions, l'administració de Windrip, coneguda com a govern de Corpo, redueix els drets de les dones i de les minories i elimina els estats individuals subdividint el país en sectors administratius. El govern d'aquests sectors està gestionat per autoritats de Corpo, normalment empresaris destacats o oficials de Minute Men.
Els acusats de delictes contra el govern es presenten davant dels tribunals de cangur presidits per jutges militars. Malgrat aquestes mesures dictatorials i "quasi draconianes", la majoria dels nord-americans les aproven, veient-les com a passos dolorosos però necessaris per restablir el poder dels EUA. Un dels companys de Windrip aborda la qüestió del feixisme a Amèrica, però Francis Tasbrough, el ric propietari de la pedrera, la descarta amb la remarcació que simplement "no pot passar aquí", d'aquí el títol de la novel·la.
Els opositors oberts a Windrip, dirigits pel senador Trowbridge, formen una organització anomenada New Underground (que porta el nom del ferrocarril subterrani), ajudant els dissidents a escapar al Canadà i distribuint propaganda anti-Windrip. Un dels reclutats al New Underground és Doremus Jessup, el protagonista de la novel·la, un liberal tradicional i un opositor de les teories corporativistes i comunistes, aquesta última que suprimeix l'administració de Windrip. La participació de Jessup en l'organització dona lloc a la publicació d'un diari anomenat The Vermont Vigilance, en què escriu editorials denunciant els abusos de poder de Windrip.
Shad Ledue, el comissari del districte local i antic home contractat de Jessup, es molesta amb el seu antic empresari. Ledue finalment descobreix les accions de Jessup i el fa enviar a un camp de concentració. Posteriorment, Ledue aterra la família de Jessup i, en particular, la seva filla Sissy, a qui intenta seduir sense èxit. Sissy descobreix proves de tractes corruptes per part de Ledue, que exposa a Francis Tasbrough, amic de Jessup i superior de Ledue a la jerarquia administrativa. Tasbrough ha empresonat Ledue al mateix camp que Jessup, on els presos que Ledue hi havia enviat organitzaven l'assassinat de Ledue. Després d'un relativament breu empresonament, Jessup s'escapa quan els seus amics subornen un dels guàrdies del camp. Fuig al Canadà, on es reincorpora al New Underground. Més tard, serveix a l'organització com a espia, transmet informació i insta els habitants a resistir Windrip.
Amb el temps, la presa del poder de Windrip es debilita a mesura que la prosperitat econòmica que va prometre no es materialitza i un augment del nombre d'americans desil·lusionats, inclòs el vicepresident Perley Beecroft, fugen al Canadà i Mèxic. Windrip també enfada el seu secretari d'Estat, Lee Sarason, que havia estat anteriorment el seu principal agent polític i assessor. Els altres lloctinents de Sarason i Windrip, inclòs el general Dewey Haik, prenen el poder i exilien el president a França. Sarason succeeix a Windrip, però la seva extravagant i relativament feble regla crea un buit de poder en el qual Haik i altres competeixen pel poder. En un sagnant cop d'estat, Haik porta un grup de partidaris militars a la Casa Blanca, mata Sarason i els seus associats, i ell mateix es proclama president. Els dos cops d'estat causen una lenta erosió del poder de Corpo i el govern de Haik intenta desesperadament despertar el patriotisme llançant una invasió injustificada a Mèxic. Després de difamar Mèxic als diaris estatals, Haik ordena una reclutació massiva de joves nord-americans per a la invasió d'aquest país, indignant a molts que fins aleshores havien estat ferms lleials de Corpo. Els disturbis i les rebel·lions esclaten a tot el país, i molts s'adonen que els Corpos els han enganyat.
El general Emmanuel Coon, entre els oficials superiors de Haik, defecta l'oposició amb una gran part del seu exèrcit, donant força al moviment de resistència. Tot i que Haik manté el control de gran part del país, aviat esclata la guerra civil mentre la resistència intenta consolidar el seu abast al Midwest. La novel·la acaba després del començament del conflicte, amb Jessup treballant com a agent del New Underground a les parts del sud de Minnesota, ocupades per Corpo.

## Recepció
Els crítics de l'època, i historiadors i crítics literaris des d'aleshores, han subratllat la semblança amb el polític de Louisiana Huey Long, que utilitzava tàctiques polítiques amb braços forts i que estava construint una organització nacional “ Comparteix la nostra riquesa ” a l'hora de preparar-se per optar a president a les eleccions de 1936. Long va ser assassinat el 1935 just abans de la publicació de la novel·la.

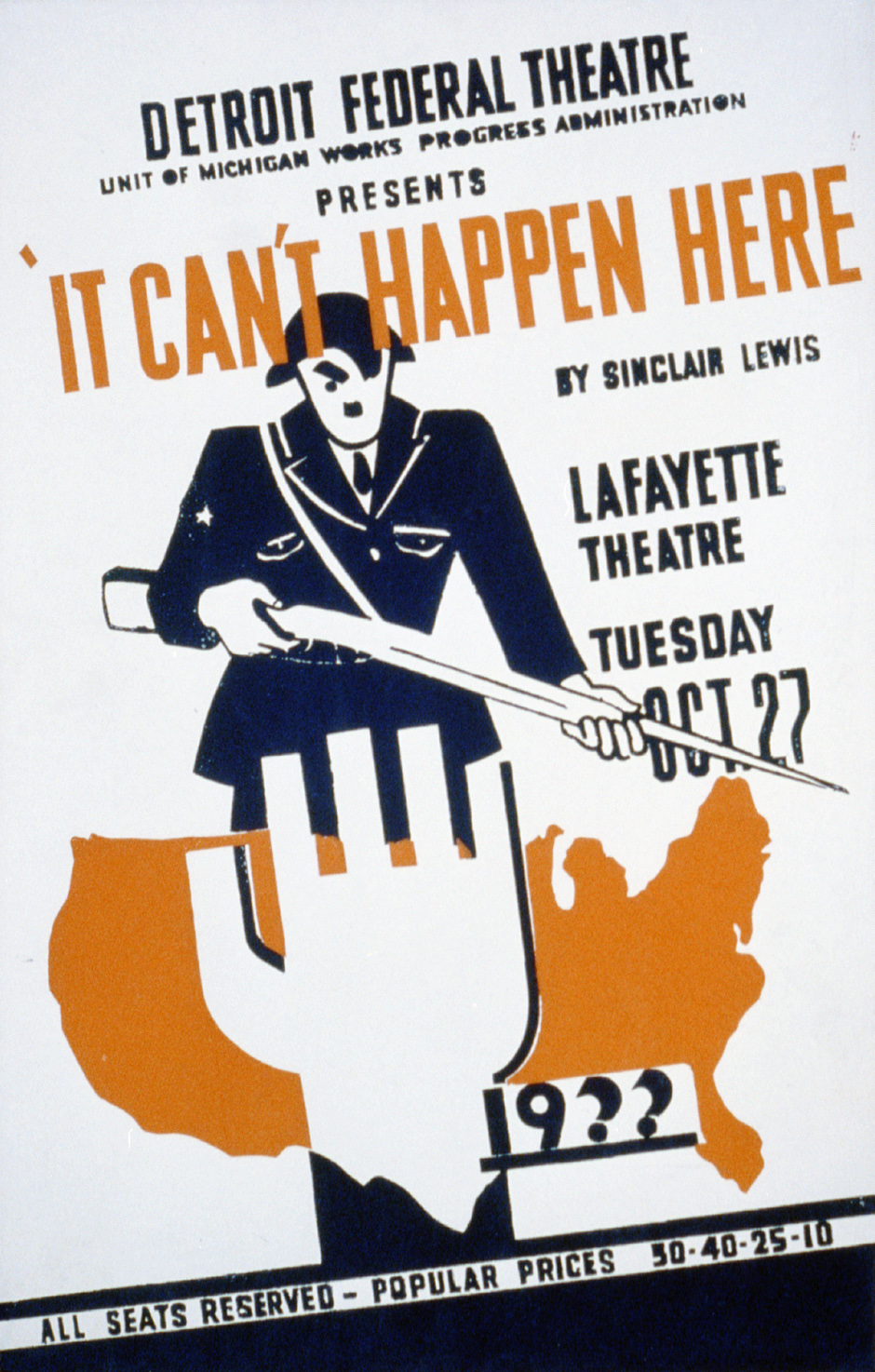
Cartell de l'adaptació escènica de It Can't Happen Here, el 27 d'octubre de 1936 al Teatre Lafayette com a part del Teatre Federal de Detroit

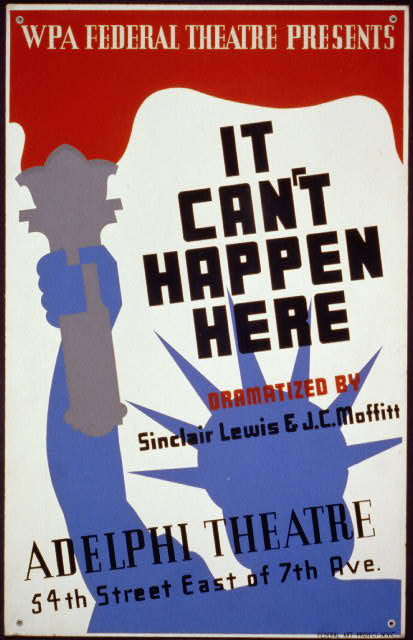
Pòster de la presentació del projecte federal de teatre It Can't Happen Here al teatre Adelphi de Nova York, que mostra l'estàtua de la llibertat

Segons Boulard (1998), "el tractament més esgarrifós i estrany de Huey per part d'un escriptor va venir amb It Can't Happen Here de Sinclair Lewis". Lewis va retratar un genuí dictador nord-americà segons el model de Hitler. A partir del 1936, la Works Progress Administration, una agència New Deal, va realitzar l'adaptació escènica a tot el país; Lewis tenia l'objectiu de fer malbé les possibilitats de Long a les eleccions de 1936.
Keith Perry argumenta que la debilitat fonamental de la novel·la no és que descarta els polítics nord-americans amb sinistres tocs europeus, sinó que finalment concep el feixisme i el totalitarisme en termes de models polítics tradicionals dels Estats Units en lloc de considerar-los com una nova societat i un nou tipus de règim. Windrip és menys un nazi que un rotari més, un manipulador que sap apel·lar a la desesperació de la gent, però ni ell ni els seus seguidors estan en mans del tipus d'ideologia que transforma el món com el nazisme de Hitler. Els historiadors i experts també han assenyalat similituds amb l'ascens polític del magnat immobiliari de Nova York Donald Trump.

## Adaptacions
El 1936, Lewis i John C. Moffitt van escriure una versió escènica, també titulada It Can't Happen Here, que encara es produeix. La versió escènica es va estrenar el 27 d'octubre de 1936 a 21 sales dels Estats Units de 17 estats simultàniament, en produccions patrocinades pel Federal Theatre Project .
The Z Collective, una companyia de teatre de San Francisco, va adaptar la novel·la a l'escenari, produint-la tant el 1989 com el 1992. El 2004, Z Space va adaptar el guió del col·lectiu a un drama radiofònic que es va emetre a la xarxa de ràdio Pacifica en l'aniversari de l'estrena original del Federal Theater Project.
Una nova adaptació escènica de Tony Taccone i Bennett S. Cohen es va estrenar al Berkeley Repertory Theatre el setembre de 2016.

### Pel·lícula inacabada
Metro-Goldwyn-Mayer (MGM) va comprar els drets a finals de 1935 per 200.000 dòlars després de veure els esborranys, amb Lucien Hubbard (Wings) com a productor. A principis de 1936, el guionista Sidney Howard va completar una adaptació, la seva tercera de les novel·les de Lewis. J. Walter Ruben va ser nomenat per dirigir la pel·lícula amb el repartiment encapçalat per Lionel Barrymore, Walter Connolly, Virginia Bruce i Basil Rathbone. El cap de l'estudi, Louis B. Mayer, va ajornar indefinidament la producció, citant els costos. Lewis i Howard van contrarestar aquest argument financera amb informació que apuntava a la influència de Berlín i Roma a les pel·lícules. Will H. Hays, responsable de l'aplicació del Codi de producció de pel·lícules, havia notificat a Mayer els possibles problemes al mercat alemany. Joseph Breen, cap del departament d' Administració del codi de producció de Hays, va pensar que el guió era massa "antifeixista" i "tan ple de material perillós".
El desembre de 1938, Charlie Chaplin va anunciar que la seva pròxima pel·lícula satiritzaria Hitler (El gran dictador). Hubbard de MGM "va eliminar el guió" al gener, però la "idea d'un dictador governant Amèrica" ja s'havia discutit en públic durant anys. Hubbard va reescriure un nou clímax, "mostrant una dictadura a Washington i mostrant que els nord-americans descontents els expulsaven tan bon punt es van adonar del que havia passat". La pel·lícula es va tornar a col·locar en la programació de producció per tercera vegada, començant el rodatge al juny i Lewis Stone interpretant a Doremus Jessup. El juliol de 1939, MGM "va admetre que no faria la pel·lícula després de tot" a algunes crítiques.

### Televisió
La pel·lícula de televisió Shadow on the Land del 1968, que també portava el títol United States: It Can't Happen Here, va ser produïda per Screen Gems com a episodi pilot d'una sèrie. La pel·lícula televisiva, un thriller que té lloc després de l'adquisició feixista, se cita sovint com una adaptació de la novel·la de Lewis, però no acredita la novel·la.
Inspirat en el llibre, el director i productor Kenneth Johnson va escriure el 1982 una minisèrie titulada Storm Warnings. Els executius de NBC, als quals Johnson va presentar el guió, van rebutjar l'original, que consideraven massa cerebral per a l'espectador americà mitjà. Per tal de fer el guió més comercialitzable, Storm Warnings es va revisar en una història d'invasió alienígena molt menys subtil en què els invasors inicialment es fan amics dels homes. El nou guió va constituir la base de la popular minisèrie <i id="mwuA">V</i>, que es va estrenar el 3 de maig de 1983.

## Llegat
Des de la seva publicació, It Can't Happen Here ha estat vist com un relat de precaució, començant per les eleccions presidencials de 1936 i potencial candidat Huey Long.
Retrospectivament, l'internament de japonesos nord-americans de Franklin D. Roosevelt durant la Segona Guerra Mundial s'ha utilitzat com a exemple de "Pot passar aquí".
Frank Zappa i The Mothers of Invention van publicar el seu primer disc Freak Out! el 1966 amb la cançó "It Can't Happen Here".
El maig de 1973, enmig de l'escàndol Watergate, Knight Newspapers va publicar un anunci a la seva pròpia publicació i a altres publicacions, titulat "No pot passar aquí" i emfatitzava la importància de la premsa lliure: país. No només es tracta d'una lluita per part de periodistes i editors per protegir les seves fonts. És una lluita per protegir el dret del públic a saber. [. . . ] No pot passar aquí mentre la premsa segueixi sent un canal obert pel qual flueix la informació pública ". Herbert Mitgang en la seva obra publicada va dir: "El titular d'aquest anunci és el títol d'una novel·la que continua insinuant-se en aquests dies, no per les seves qualitats literàries, sinó per la seva presència". I aquest punt de Lewis era "que la hipocresia cultivada a casa condueix a una bona marca d'autoritarisme de la casa".
El llibre de no-ficció de Joe Conason It Can Happen Here: Authoritarian Peril in the Age of Bush (2007) cita sovint el llibre de Lewis en relació amb la presidència de George W. Bush.
Diversos escriptors han comparat el demagog Buzz Windrip amb Donald Trump. Michael Paulson va escriure al New York Times que la interpretació de l'obra del Berkeley Repertory Theatre el 2016 tenia com a objectiu provocar debats sobre la candidatura presidencial de Trump. Escrivint per a The Guardian, Jules Stewart va discutir les similituds entre l'Amèrica de Trump i el país tal com es mostra al llibre, en un article a The Guardian. A Salon, Maclolm Harris va afirmar: "Igual que Trump, Windrip utilitza la falta de tacte com a manera de distingir-se" i "Les forces socials que Windrip i Trump invocen no són divertides, són assassines". Al Washington Post, Carlos Lozada va comparar Trump amb Windrip i va opinar que "és impossible perdre les similituds entre Trump i les figures totalitàries de la literatura nord-americana". Jacob Weisberg va escriure a Slate que "no es pot llegir avui la novel·la de Lewis sense reconèixer a Trump". Després dels resultats de les eleccions presidencials dels Estats Units del 2016, les vendes de It Can't Happen Here van augmentar significativament i van aparèixer a la llista de llibres més venuts d'Amazon.com. Penguin Modern Classics va llançar una nova edició de la novel·la el 20 de gener de 2017, el mateix dia de la inauguració de Donald Trump.
El 2018, HarperCollins va publicar Can It Happen Here ?: Authoritarianism in America, una col·lecció d'assaigs sobre la perspectiva de l'autoritarisme als Estats Units, editada per Cass Sunstein.